# 僕は小さく恋をする
『僕は小さく恋をする』（原題: 只愛陌生人、英: Innocent）は、2005年に製作された香港映画。監督は、『この愛の果てに』の鐘徳勝（サイモン・チュン）。
日本では、2009年9月19日に第2回アジアンクィア映画祭で初公開された。

## キャスト
- エリック：ティモシー・リー
- チア
- ジム：デヴィッド・イー
- ドリス：ステファニー・チェン
- パトリック：アラン・リー